# Битва в долине Боулинга
Битва в долине Боулинга (12—25 августа 1950 года) — сражение, на начальном периоде Корейской войны в ходе которого силы ООН разгромили северокорейские войска в узкой долине, получившей название «Долина Боулинга» к северу от города Тэгу (Южная Корея). Бои между 13-й дивизией Народной армии Северной Кореи и 1-й дивизии армии Республики Корея продолжались неделю и проходили вдоль последней обороняемой линии в горах к северу от города. Подкрепления ООН, включая 23-й и 27-й пехотные полки армии США, были отправлены на поддержку южнокорейской обороны. Эта битва, как и несколько других, вошли в список менее масштабных сражений в ходе битвы за Пусанский периметр.
На следующей неделе северокорейские дивизии в полном составе предприняли массированный штурм южнокорейских и американских линий. Атаки обычно проводились ночью и поддерживались бронетехникой и артиллерией, наступающие пехота и танки осуществляли близкую поддержку друг другу. Каждая северокорейская атака натыкалась на хорошо оборудованные американские линии, где для борьбы с ними были размещены американские танки, мины и окопавшаяся пехота. Удары американской авиации разоряли атакующих северокорейцев. Ожесточённая битва характеризовалась большими потерями с обеих сторон, особенно на тех участках, где северные и южные корейцы сражались друг с другом. Повторяющиеся атаки окончательно сломили и отбросили назад северокорейские войска. Они продолжили наносить удары по Пусанскому периметру, пока не были отброшены назад в ходе битвы при Инчхоне.

## Предисловие

### Начало войны

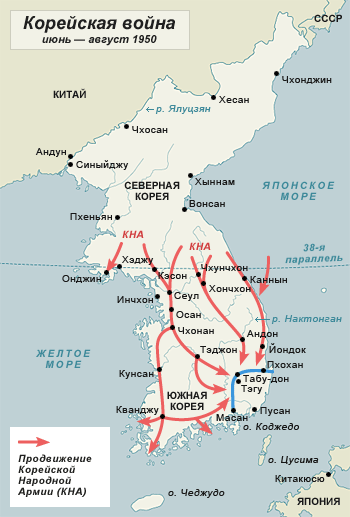
Карта корейской войны в 1950 году

После вторжения в Корейскую республику (Южная Корея) сил Корейской народно-демократической республики и последующей вспышкой Корейской войны представители ООН 25 июня 1950 года проголосовали за вмешательство в конфликт от лица Южной Кореи. США, как член ООН, одновременно отправили наземные войска на Корейский полуостров с целью отбросить назад северокорейских интервентов и предотвратить коллапс Южной Кореи. После окончания Второй мировой войны прошло пять лет, численность американских войск на Дальнем Востоке была сильно уменьшена. К тому времени ближе всех к театру военных действий располагалась 24-я американская пехотная дивизия, размещённая в Японии. Дивизия была недоукомплектована, большинство её экипировки устарело из-за сокращения военных расходов. Тем не менее 24-я дивизия была отправлена в Южную Корею.

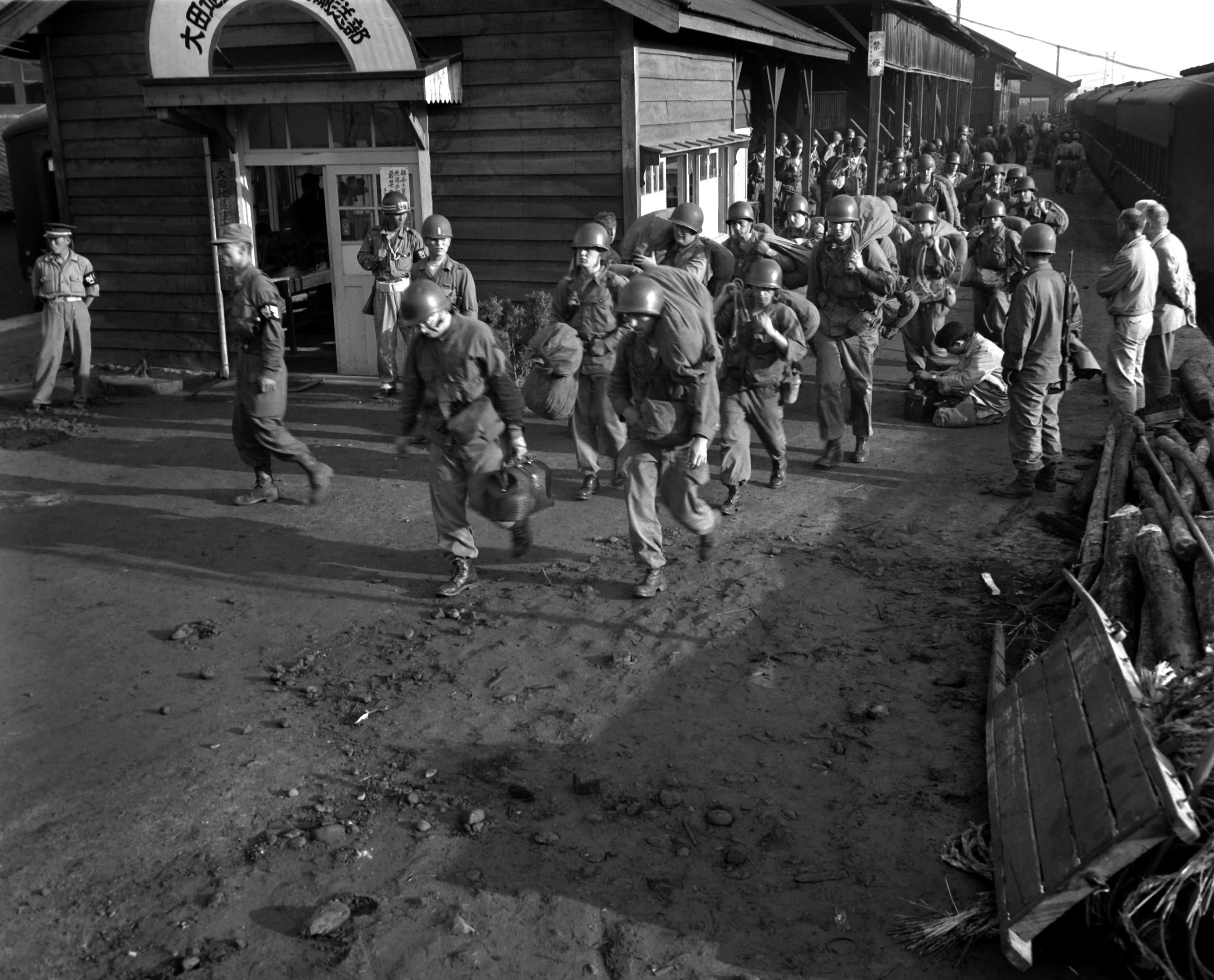
Американские войска прибывают в Корею

24-я пехотная дивизия стала первым американским подразделением, отправленным в Корею с задачей подвергнуть шоку наступающих северокорейцев, задержать как можно больше северокорейских подразделений, чтобы выиграть время для прибытия подкреплений. Дивизия сражалась несколько недель, пока прибывали 1-я кавалерийская, 7-я и 25-я пехотные дивизии и части поддержки Восьмой армии США. Ударные части 24-й дивизии понесли тяжёлое поражение в битве за Осан 5 июля, это было первое боевое столкновение между американскими и северокорейскими силами. В течение первого месяца после поражения при Осане 24-я пехотная дивизия снова и снова терпела поражения и постепенно отбрасывалась на юг под напором превосходящих числом и оснащением северокорейских сил. Полки дивизии систематически отбрасывались на юг в боях при Чочивоне, Чхонане и Пхёнтхеке. 24-я дивизия была окончательно уничтожена в битве за Тэджон, но ей удалось задержать северокорейские силы до 20 июля. К этому времени боевые силы Восьмой армии сравнялись по численности с атакующими регион северокорейскими силами, при этом ежедневно прибывали свежие американские подразделения.

### Северокорейское наступление

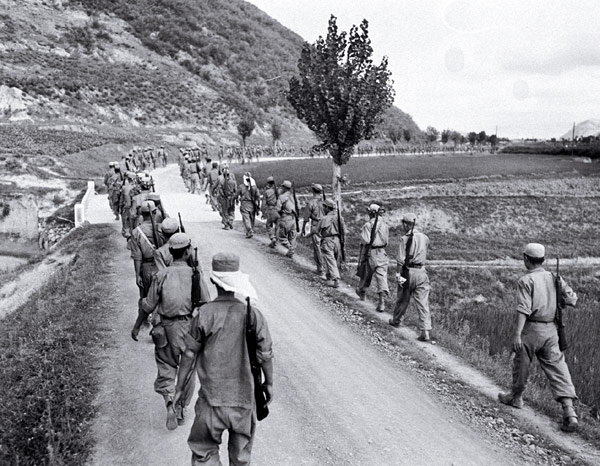
Солдаты южнокорейской армии в боях за Пусанский периметр (1950)

После битвы за Тэджон войска ООН раз за разом отбрасывались назад вплоть до окончательной остановки северокорейского наступления в ходе серий боёв в южной части страны. 3-й батальон новоприбывшего в Корею 29-го пехотного полка был уничтожен 27 июля, попав в засаду близ Хадона, таким образом в Пусанском периметре открылся проход на запад. Вскоре после этого северокорейские войска взяли Чинджу к востоку от Хадона, отбросив назад 19-й американский пехотный полк, и дорога на Пусан стала открытой для прямых атак войск Северной Кореи. Американские группировки впоследствии смогли разбить северокорейцев в битве за Ночь 2 августа, остановив их наступление на запад. Страдая от растущих потерь, Народная армия Северной Кореи отступила, чтобы в течение нескольких дней переформироваться и получить подкрепления. Это дало обеим сторонам отсрочку, чтобы приготовиться к дальнейшим боям за Пусанский периметр.

### Тэгу
Тем временем командующий Восьмой армией генерал-лейтенант Уолтон Уокер разместил свой штаб в Тэгу, который находился в центре линии Пусанского периметра и является выходом в долину реки Нактонган, через который могли наступать большие массы северокорейских войск, поддерживая друг друга. Природный барьер в виде реки Нактонган на юге и горы на севере замыкались вокруг Тэгу, который был основным транспортным узлом и последним большим южнокорейским городом внутри Пусанского периметра, оставшимся под контролем американцев. От севера к югу город защищала 1-я кавалерийская дивизия армии США, 1-я и 6-я южнокорейские пехотные дивизии в составе 2-го пехотного корпуса. 1-я кавалерийская дивизия армии США была растянута в длинную линию на юге вдоль реки Нактонган, её полки: 5-й и 8-й кавалерийские удерживали 24-х километровую линию вдоль реки, к югу от Вэгвана, повёрнутую к западу. 7-й кавалерийский полк, удерживая позицию восточнее, вместе с артиллерией ожидал в резерве, готовый в любой момент прийти на помощь там, где противник мог попытаться форсировать реку. 1-я южнокорейская дивизия удерживала северо-западную линию в горах к северу от города, а 6-я южнокорейская дивизия держала позицию на востоке, обороняя узкую долину, через которую внутрь Пусанского периметра шла дорога Кунви.
Против сил ООН у Тэгу сосредоточилось пять северокорейских дивизий, от юга к северу: 10-я, 3-я, 15-я, 13-я и 1-я занимали широкую линию вдоль Туксонг-донг и вокруг Вэгвана к Кунви. Северокорейское командование планировало использовать природный коридор в виде долины Нактонган от Санджу до Тэгу как главную ось дальнейшего наступления на юг. Северокорейские дивизии должны были пройти через долину и пересечь реку Нактонган в нескольких местах через низины местности. Атаку должна была поддержать 105-я северокорейская бронированная дивизия.

## Прелюдия

### Стягивание американских войск

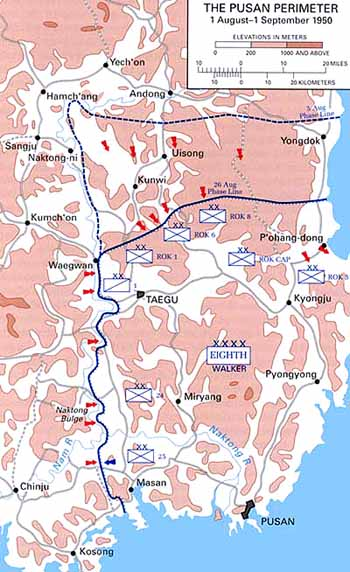
Тактическая карта Пусанского периметра (1950)

В середине августа 27-й американский пехотный полк 25-й американской пехотной дивизии сломил сопротивление северокорейцев и зачистил южную часть выступа фронта у реки Нактонган, чтобы встречать здесь дальнейшие атаки неприятеля. Полк, временно прикреплённый к 24-й американской пехотной дивизии, был отозван, чтобы войти в состав Восьмой армии, когда к северу от Тэгу возникла новая угроза со стороны северокорейцев, встревожившая Уокера. Отвечая на угрозу, 14 августа Уокер вывел полк из состава 24-й пехотной дивизии и на следующий день отдал приказ полку двигаться на север к Кёнсану, чтобы встретить северокорейское наступление с этих направлений. В этот же день два северокорейских танка Т-34 прорвали линии 1-й южнокорейской дивизии в 19 км от Тэгу у Табу-донга, но оба были подбиты выстрелами из южнокорейской 3,5-дюймовой базуки. 1-я южнокорейская дивизия получила приказ занять высоты вокруг дороги и ожидать подкрепления, стоять насмерть и не допустить северокорейцев ближе к Тэгу. На её восточном фланге стояла 6-я южнокорейская дивизия, а на западном находилась река Нактонган.
На следующий день 17 августа в 12:00 командование восьмой армии отдало приказ 27-му пехотному полку и усиленному батальону «без промедления» двигаться в направлении к главному штабу, переправиться через реку Кумхо в 4,8 км к северу от Тэгу и удерживать дорогу от Табу-донга к Санью «дабы обезопасить Тэгу от вражеского проникновения» с этого направления. Южнокорейские источники докладывали, что северокорейский полк с шестью танками T-34 вошёл в деревню Кумхва в 3.2 км к северу от Табу-донга. 1-й батальон 27-й пехотного полка, взвод роты тяжёлых миномётов и большая часть 8-го батальона полевой артиллерии двинулись на север к Чхильгоку, где размещался командный пункт 1-й южнокорейской дивизии. К наступлению сумерек весь 27-й полк, усиленный ротой C 73-го танкового батальона, переместился к северу от Тэгу на дорогу Табу-донг. Командование американской армии также приказало 37-му батальону полевой артиллерии двигаться из области Кёнджу и Пхохана, где уже несколько дней шло тяжёлое сражение, в распоряжение 27-го американского пехотного полка, чтобы подкрепить 8-й батальон полевой артиллерии ниже Тэгу. Он прибыл туда на следующий день. Командующий 1-й южнокорейской дивизией бригадный генерал Пэк Сонёп принял верховное командование над 27-м пехотным полком и другими американскими подразделениями, к огорчению Михаэлса.

### Стягивание северокорейских войск
В ходе боёв за Пусанский периметр 13-я северокорейская дивизия, насчитывающая 9500 человек, вступила в бой с южнокорейскими войсками в коридоре Табу-донга и начала наступление на Тэгу. 13-я дивизия сражалась с 11-м и 12-м полками южнокорейской армии в области Юнак-сан за неделю перед тем, как прорвать коридор 17 августа. Командир полка заявил позднее, что полк потерял 1500 человек. 18 августа 13-я дивизия сконцентрировалась в основном западнее от северной дороги из Табу-донга.
К западу от 13-й северокорейской дивизии в области Юнак-сан также развернулась 15-я северокорейская дивизия численностью 5000 человек. Она тоже начала вести бои с 1-й южнокорейской дивизией, но только в небольших масштабах. Затем верховное северокорейское командование отдало приказ 15-й северокорейской дивизии выдвигаться с занимаемой позиции (к северо-западу от Тэгу) на восток к фронту в Йончхон, где 8-я северокорейская дивизия безуспешно пыталась пробить боковой коридор к Тэгу. 20 августа 15-я северокорейская дивизия оставила область Юнак-сан. Тем временем 1-я северокорейская дивизия, находящаяся к востоку от 13-й, наступала в области Кунви, в 40 км к северу от Тэгу. Северокорейское командование отдало приказ 1-й дивизии проследовать в область Табу-донг на соединение с 13-й дивизией, чтобы атаковать Тэгу снизу через коридор Табу-донг. В то же время северокорейцы получили единственное существенное танковое подкрепление в ходе сражения за Пусанский периметр. 15 августа 105-й северокорейский бронированный дивизион получил 21 новый танк Т-34 и 200 пополнений, которые использовали для дивизий, атакующих Тэгу. Танковый полк в составе 13-й дивизии по сообщениям получил 14 танков Т-34.
18 августа 13-я северокорейская дивизия заняла дорогу Санджу-Тэгу немного выше Табу-донга и была уже в 21 км от Тэгу. Командование восьмой армии отдало приказ 27-му пехотному полку пойти в атаку вдоль дороги, чтобы встретить угрозу. В то же время два полка южнокорейской 1-й дивизии атаковали вдоль возвышенностей по обеим сторонам дороги. План преследовал ограниченные цели и заключался в восстановлении линий 1-й южнокорейской дивизии в окрестностях Сокчока, деревни в 6,4 км к северу от Табу-донг. Танки М26 «Першинг» роты С 74-го танкового батальона и две батареи 37-го батальона полевой артиллерии должны были поддержать атаку 27-го пехотного полка.

### Описание местности
Перед позицией 27-го пехотного полка дорога Санджу-Тэгу, обрамлённая тополями, идёт на север, заходя в узкую горную долину. На западе параллельно дороге идёт ручей, он подходит близко к дороге, которая идёт почти прямо по оси юг-север через позицию 27-го пехотного полка и на некоторое расстояние дальше на север. Этот участок дороги позднее стал известен как «Долина Боулинга». В одной миле от позиции 27-го пехотного полка дорога раздваивается у уезда Чонпхён, на запад уходит главная дорога на Санджу, на восток — дорога в Кунви. У развилки дорога Санджу делает длинный изгиб, поворачивая на северо-запад. Горы защищали позицию 27-го пехотного полка от прямого огня. В дневное время за ними скрывались северокорейские танки.
На западной стороне долины вздымается хребет Юнак-сан, достигая высоты 820 м. На восточной стороны поднимаются похожие горы на высоту в 730 м, простираясь на 4 км на юг к горе Ка-сан высотой свыше 880 м такой же высоты и расположенные рядом горы. Дороги на Кунви и на Санджу на север и на северо-запад проходят через природный и легкопроходимый коридор между Юнак-сан и Ка-сан у уезда Чонпхён и ведут к долине Тэгу. Битва в долине Боулинга имела место южнее распутья дорог.

## Битва

### Побоище
1-я дивизия армии Южной Кореи, насчитывающая 7500 человек, с 12 августа держала позиции вокруг долины Боулинга. Долина была выбрана из-за выгодно расположенных высот, образующих природные барьеры, что вынуждало северокорейские войска наступать узким фронтом, втягиваясь в своеобразную воронку, где обороняющиеся южнокорейцы могли атаковать, находясь сами на значительных высотах с закрытых позиций. В то же время северокорейские 3-я, 13-я и 15-я дивизии наступали на юг и готовились подойти к Тэгу.
13-я северокорейская дивизия стянулась в коридор Табу-донг, последовал ожесточённый бой между 11-м, 12-м и 13-м полками 1-й южнокорейской дивизии и 19-м, 21-м и 23-м полками 13-й северокорейской дивизии. Сражение превратилось в битву на истощение. 15 августа, когда противники сошлись близко другу к другу, снова вспыхнула жестокая битва, снабжение шло на слабом уровне и подразделения сражались врукопашную, будучи почти без боеприпасов для своего вооружения. По всему фронту битва перешла на бои врукопашную и броски гранат с близкого расстояния. Две дивизии бились настолько наравне, что не смогли добиться каких бы то ни было заметных приобретений, несмотря на дни боёв и огромное число потерь.
Кровавая битва вынудила генерала Пэка затребовать подкрепление для чрезвычайного случая, чтобы удержать линии. Командование восьмой армии незамедлительно ответило, послав 27-й американский пехотный полк 25-й пехотной дивизии, 10-й южнокорейский полк 8-й дивизии армии Южной Кореи. Авиация ВВС США подвергла северокорейские наступательные позиции ковровым бомбардировкам, имевшим неопределённый эффект. Примерно в это же время 15-я северокорейская дивизия, поддерживаемая 13-й дивизией, отступила с фронта, чтобы атаковать в другом месте. В последующем бою главными противниками выступили 1-я южнокорейская дивизия, поддерживаемая 27-м американским пехотным полком с одной стороны, и 13-я северокорейская дивизия с другой.

### Наступление американской пехоты
Пехотинцы 27-го полка, сидящие в машинах, приближавшихся к своей стартовой линии, могли видеть корейцев, сражавшихся на горных хребтах, которые видны с дороги. Пехота высадилась и развернулась в атакующую линию, 1-й батальон оказался слева от дороги, а 2-й — справа. Как только американские танки пошли впереди пехоты по дороге, два батальона пересекли линию в 13.00. Танки открыли огонь по склонам гор, поддерживая южнокорейцев, сражавшихся здесь. Американская пехота, двигающаяся по сторонам дороги, обстреляла более низкие холмы, танки, двигающиеся по дороге, согласовывали свой темп движения с пехотой. После отступления линии северокорейских форпостов в долине северокорейцы почти час не оказывали сопротивления наступавшим американцам. Линия северокорейских форпостов была в 4-х км от их основных позиций. 27-й пехотный полк достиг точки в 3,2 км к северу от Табу-донга, там Михаэлис узнал, что ни один полк южнокорейской армии, из расположившихся на высотах по сторонам долины не может наступать. Он приказал остановиться и сформировать периметр. Два батальона заняли дорогу.
Оборонительный периметр двух батальонов 27-го пехотного полка был к северу от деревни Сой-ри. 1-й батальон слева от дороги занял фронтальную позицию на высоте вместе с ротой С, позади на гребне расположилась рота А. Справа от них (параллельно роте А) расположилась рота В, удерживая линию, идущую поперёк ручья и от узкой долине к дороге. Там занял оборону 2-й батальон вместе с ротой Е на дороге и ротой F справа, рота G удерживала гребень позади роты F. Таким образом 4 роты двух батальонов держали фронт, на флангах фронта расположилось по роте. Танковый взвод занял позиции по фронтальной линии: два танка на дороге и два — в русле ручья, свыше четырёх танков осталось в резерве. Артиллерия заняла огневые позиции позади основных сил. Шесть команд гранатомётчиков с базуками заняли позиции перед позициями пехоты вдоль дороги и в русле ручья. В то же время 1-я дивизия армии Южной Кореи удерживала высоты по сторонам позиций 27-го пехотного полка.

### Атака 18 августа
Вскоре после наступления темноты последовала первая из семи последовательных ночных атак северокорейцев на оборонительный периметр 27-го пехотного полка. Несколько часов северокорейские миномёты и артиллерия проводили массированную огневую подготовку перед общей атакой. Два танка Т-34 и самоходная артиллерийская установка СУ-76 выехали из деревни Синджумак в 3,2 км от линий 27-го полка. Их сопровождала пехота, некоторые ехали в грузовиках, а другие шли пешком. Ведущий танк двигался медленно, не ведя огонь, видимо, осуществляя наблюдение, в то время как второй танк и самоходка периодически постреливали по позиции роты F. Как только танки подошли ближе, команда гранатомётчиков подбила второй танк из базуки калибра 3.5 дюйма.
Команда гранатомётчиков также подбила ведущий танк, экипажу пришлось покинуть машину. Огонь 8-го батальона полевой артиллерии разбил самоходку, уничтожил два грузовика, ранил или убил около ста северокорейских солдат на острие атаки. Старший лейтенант Льюис Миллетт передовой артиллерийский наблюдатель (позднее удостоившийся медали Почёта, после перевода в пехоту) направлял артиллерийский огонь по северокорейцам, даже когда танк Т-34 подошёл на 46 метров к его позиции. По дороге подошли ещё три северокорейских танка, но поняв, что американцы обладают эффективным противотанковым вооружением, они погасили ходовые огни и отступили на север, не вступив в бой с войсками ООН. Около 00.30 19 августа первая северокорейская атака заглохла и они отступили. В 02.30 северокорейские войска предприняли вторую атаку, более слабую, чем первая, но артиллерийский и миномётный огонь рассеял их прежде, чем они подобрались к силам ООН.
В течение следующей недели американские войска смогли распознать северокорейскую систему атаки и использовать это для своей пользы. Северокорейцы использовали систему фальшфейеров, чтобы подавать сигналы к действиям и координировать их. Американцы быстро поняли, что зелёные фальшфейеры используются для подачи сигнала к атаке в указанной области. Поэтому 27-й полк применил собственные зелёные фальшфейеры, и наводил атакующие северокорейские атаки на основные оборонительные позиции. Это вводило в замешательство атакующие войска и часто наводило их на сильнейшие пункты американской обороны, где они несли значительные потери, попадая под перекрёстный огонь американских пулемётов. Американцы также разместили наземные мины перед своими позициями, чтобы останавливать силы северокорейцев. Мины останавливали танки, пехота пыталась их удалить. В это время американцы освещали местность фальшфейерами, артиллерия и миномёты наносили удары по пристрелянным позициям, разнося остановившихся северокорейцев. Благодаря такой тактике северокорейцам наносились значительные потери.

### Тупик
Утром 19 августа 11-й и 13-й полки армии Южной Кореи предприняли контратаки вдоль гребней, добившись некоторых приобретений, хотя битва продолжала наносить тяжёлые потери обеим сторонам. Уокер приказал резервной части батальону 10-го южнокорейского полка двинуться на фронт Тэгу, чтобы закрыть прореху между 1-й и 6-й дивизиями армии Южной Кореи. Затем в течение дня Уокер направил 23-й американский пехотный полк под командой полковника Пола Л. Фримана-младшего, чтобы создать оборонительный периметр вокруг 8-го и 37-го батальонов полевой артиллерии, которые находились на позициях в 13 км к северу от Тэгу, чтобы защитить их от северокорейских атак. Это было единственным случаем на войне, когда два американских полка были переданы под южнокорейское командование. 3-й батальон 23-го пехотного полка занял оборонительную позицию вокруг артиллерии, а 2-й батальон занял оборонительную позицию на дороге позади 27-го пехотного полка. На следующий день два батальона поменялись местами. Южнокорейские войска, страдая от потерь, начали призывать учащихся и гражданских лиц из ближайших деревень для продолжения сражения.

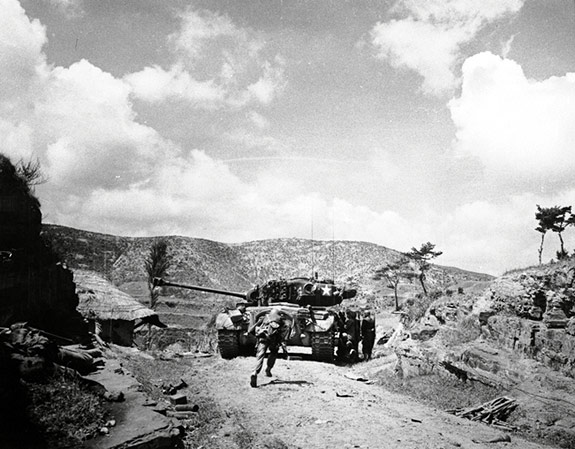
Танк М26 «Першинг» (лето 1950)

Это наземное боевое столкновение 20 августа было небольшим. Однако американская авиация весь день периодически атаковала северокорейские позиции вокруг Тэгу часто в непосредственной близости от позиций американских наземных сил. Когда спустилась ночь, северокорейские войска предприняли вторую атаку, обстреляв 120-мм миномётными снарядами позиции 27-й американской роты тяжёлого вооружения в 17.00, несколько их танков двинулись через коридор. Американские войска ответили артиллерийским и миномётным огнём, накрыв северокорейскую колонну и сопровождавшую её пехоту. Когда северокорейские войска подошли на 180 м к ожидавшим американцам, те обстреляли наступавших из ручного оружия и пулемётов. Комбинированный огонь из всех видов оружия, бывшего у американцев, отразил эту атаку.
Утром следующего дня 21 августа американский патруль, состоящий из двух взводов пехоты и танков М26 «Першинг», выехали на дорогу, ведущую к северокорейским позициям. Перед фронтом американской линии появились белые флаги, местные жители сообщили, что многие северокорейцы желают сдаться. Американский патруль имел намерение прояснить эту ситуацию и оценить северокорейские потери. Патруль продвинулся на 1,6 км, вступая в бой с небольшими северокорейскими группами и вызывая на себя небольшой артиллерийский огонь. При этом патруль уничтожил пять обездвиженных северокорейских танков гранатами с термитной смесью. Среди разбитой корейской техники патруль также обнаружил 37-мм противотанковое орудие, две самоходки СУ-76 и 120-мм миномёт и большое количество погибших северокорейцев. В самой дальней точке своего движения патруль обнаружил и уничтожил покинутый танк T-34 во дворе деревенской школы.

### Атака 21 августа
Этим же вечером 27-й пехотный полк разместил две полосы противопехотных мин и пиропатронов-указателей через дорогу и русло ручья в 140 и 230 метрах от своих позиций в долине. С наступлением сумерек северокорейские войска начали артиллерийский обстрел всех позиций 27-го пехотного полка, который продолжался до полуночи. Южнокорейские войска собирались подняться и пойти в атаку, но стало ясно, что северокорейцы нападут первыми. Затем 13-я северокорейская дивизия предприняла общую атаку по всему фронту сил ООН внутри и вокруг долины. В долине пехоту поддерживали девять американских танков. Рота С первой подверглась атаке, так как занимала высоту перед американскими частями. Вечером командир роты С сообщил по телефону в штаб полка, что он слышит шум танков. Артиллеристы выпустили осветительный снаряд, и командир смог насчитать 19 северокорейских единиц техники, двигающейся в атакующей колонне по дороге. Танки и самоходки подошли к американским позициям и открыли интенсивный огонь. Большинство выпущенных ими снарядов приземлилось в тылу. Северокорейская пехота двигалась по обе стороны дороги. В то же время другие северокорейские части атаковали южнокорейские войска, занимавшие горные хребты вокруг долины.
Американская артиллерия и миномёты вели огонь по северокорейцам, пытаясь отсечь танки от пехоты. Американские пулемётчики открыли огонь по северокорейской пехоте только после того, как она прошла на минное поле и оказалась на близком расстоянии. Американские танки М26 «Першинг» на передовой линии также не открывали огня, пока северокорейские танки не подошли достаточно близко. Один из американских танков подбил ведущий северокорейский танк. Команда гранатомётчиков роты F подбила буксируемое орудие из 3,5-дюймовой базуки, третью единицу техники в колонне. Попавший в ловушку второй танк был разбит огнём из базуки и покинут своим экипажем. Во время этой атаки битва и получила своё название. Американские войска, участвовавшие в битве, заметили, что танковые снаряды взлетали вверх и падали в долину «как шары для боулинга».

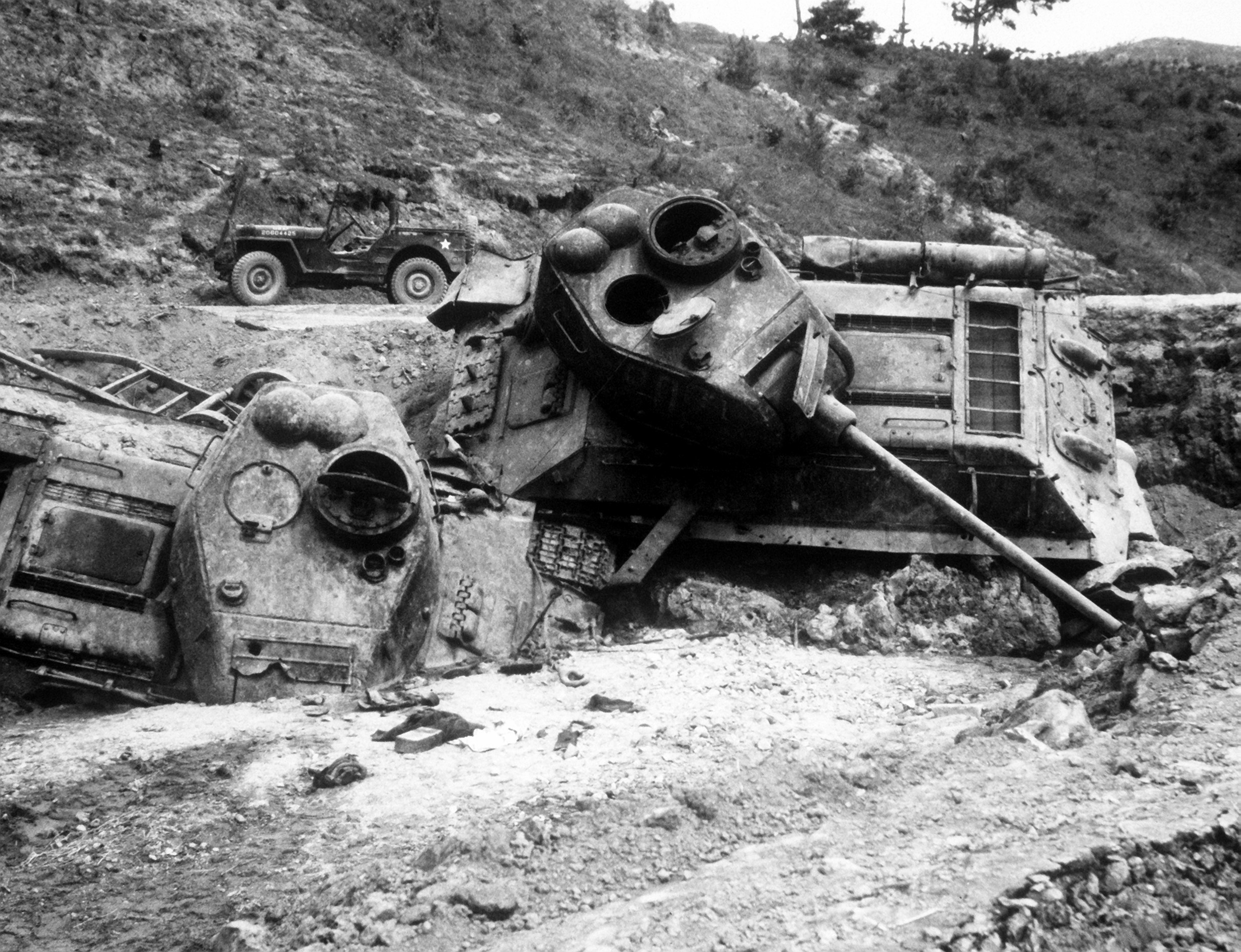
Уничтоженные напалмом танки Т-34 армии Северной Кореи

Артиллерия и выстрелы из 90-мм танковых орудий уничтожили более семи северокорейских танков Т-34, более трёх Су-76, несколько грузовиков и личных транспортных средств. Ночная битва, временами очень интенсивная, продлилась пять часов. Батарея В 8-го батальона полевой артиллерии одна выпустила 1661 единицы 105-мм снарядов, 4,2-дюймовый миномётный взвод выпустил 902 единиц мин, 81-мм миномётный взвод выпустил 1200 единиц мин, рота F, 27-го пехотного полка выпустила 385 единиц 60-мм мин. Северокорейская колонна была полностью уничтожена. Американские патрули после рассвета оценили северокорейские потери в 1300 солдат. Патруль захватил 11 пленных, показавших, что бой выкосил их части и в дивизии осталось только 25 % силы.

### Фланговые маневры северокорейской армии
В ходе ночной битвы северокорейские силы просочились через линию, идущую по высокому хребту на восточном фланге 27-го пехотного полка, и на следующий день в 12.00 появились в тылу полка в 9,7 км от него и всего лишь в 14 км от Тэгу. Это был полк 1-й северокорейской дивизии силой в 1500 человек. Полк только что прибыл в район Кунви, чтобы присоединиться к битве за Тэгу. Он устроил засаду на линиях снабжения американских сил в долине. Одна из рот полка атаковала штаб 1-й южнокорейской дивизии с целью захватить Пайка, но была отражена 10-м полком южнокорейской армии.
В это время Микаэлис отправил сообщение в штаб восьмой армии, заявляя, что южнокорейские войска на его левом фланге уступили проход врагу и что «эти люди не сражаются». Один из батальонов 11-го южнокорейского полка развернулся обратно и беспорядочно отступил. Пленные сообщили, ему что около тысячи северокорейцев нависли над его западным флангом. После того как южнокорейцы оставили свои позиции на высоте, позиция 27-го пехотного полка стала незащитимой. Микаэлис с горечью обвинил Пэка, что его люди не сражаются. Микаэлис привёл аргумент, что группа американских военных в Корее посетила каждую южнокорейскую часть — гарантировать, чтобы те оставались на своих позициях. Пэк лично собрал 11-й пехотный полк и вернул его на позиции, что впечатлило Микаэлиса. Позднее Микаэлис принёс извинения Пайку, хотя их отношения до конца битвы оставались напряжёнными.

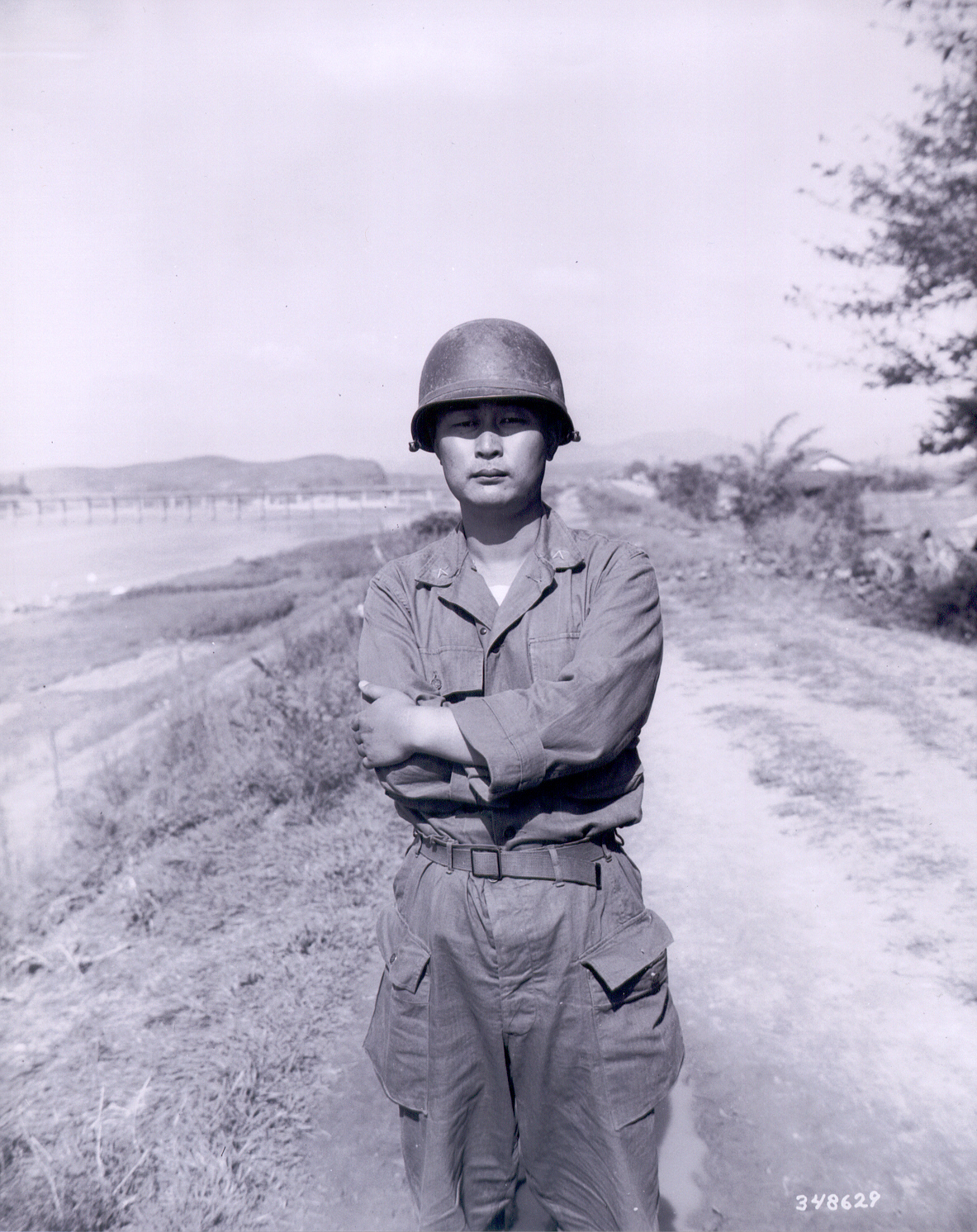
Бригадный генерал Пэк Сонёп в Тэгу в 1950 году

В полдень 22 августа 2-й батальон 23-го пехотного полка, охранявший артиллерию, стоявшую позади 27-го пехотного полка подвергся атаке 1-й северокорейской дивизии, которая обошла американские передовые позиции. В 16.40 Фриман сообщил в штаб 8-й армии, что северокорейцы обстреляли из орудий тыловую батарею 37-го батальона полевой артиллерии, что северокорейская пехота вторглась между 23-м и 27-м американскими пехотными полками, удерживающими дорогу, и что другие северокорейские группы обошли с востока его передовой батальон. В 16.05 на штаб 8-го батальона полевой артиллерии обрушился интенсивный артиллерийский огонь, спустя 25 минут двумя прямыми попаданиями был уничтожен центр наведения огня, убиты четверо офицеров и два унтер-офицера. Отдельные батареи быстро взяли контроль над батальонным огнём и продолжали поддерживать пехоту, в то время как штаб и штабная рота эвакуировались из-под огня.
Американская авиация предприняла авианалёты на северокорейцев, захвативших хребет к востоку от дороги и тыл долины. Ночью Уокер отправил 1-й батальон 23-го пехотного полка к 1-й американской кавалерийской дивизии с приказом очистить дорогу от северокорейцев и восстановить обзор командования над главной артерией снабжения.
В 10.00 подполковник Чонг Понг Ук, командующий артиллерийским полком, поддерживающий 13-ю северокорейскую дивизию, отправился в одиночку к 1-й южнокорейской дивизии, занимавшей позицию в 4,8 км от Табу-донга, и сдался, став таким образом наиболее высоким по рангу северокорейским военнопленным. Он дал точную информацию о местоположении его артиллерии. Согласно его показаниям семь 122-мм гаубиц и тринадцать 76-мм орудий были установлены и замаскированы во фруктовом саду в 7,2 км от Табу-донга, в маленькой долине на северной стороне Юхак-сан. Получив информацию, штаб восьмой армии незамедлительно изготовился к атаке с целью уничтожения северокорейских орудий. Истребители-бомбардировщики атаковали сад напалмом, а американская артиллерия подвергла местность артобстрелу. Чонг в итоге присоединился к южнокорейским вооружённым силам.

### Заключительные маневры

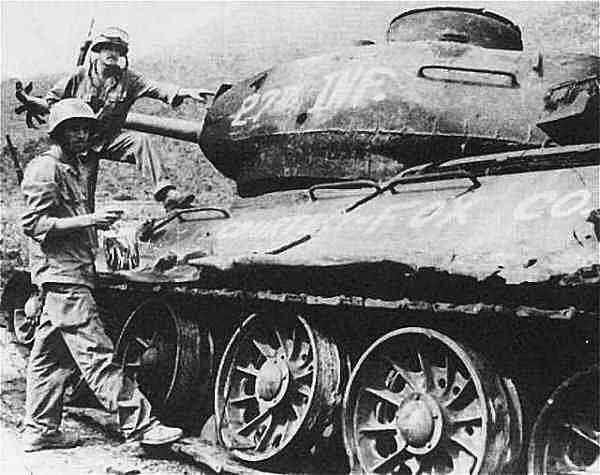
Уничтоженный силами 27-го пехотного полка танк Т-34

В ночь с 22 на 23 августа северокорейцы предприняли слабую атаку на 27-й пехотный полк, но были быстро отброшены. 23 августа после 12.00 на некотором расстоянии позади фронтовой линии произошёл ожесточённый бой. Около сотни северокорейских солдат атаковали позиции роты К 27-го пехотного полка и 1-го взвода роты С 65-го боевого инженерного батальона. Северокорейцы захватили часть позиций, но были отброшены назад и потеряли 50 чел. убитыми. В то же время 2-й батальон 23-го пехотного полка по приказу Уолкера, отразив несколько ночных северокорейских атак, контратаковал и захватил высоту, с которой открывался обзор дороги у артиллерийских позиций. З-й батальон начал полнодневную атаку на высоту восточнее дороги. В результате боя большая часть северокорейцев была выбита из тыла и с флангов 27-го пехотного полка. В 13.35 Микаэлис доложил из долины Боулинга в штаб 8-й армии, что 13-я дивизия, закрывавшая дорогу к его фронту, минирует дорогу и отступает.
На следующий день 24 августа 23-й пехотный полк продолжил зачистку тыловой области и к ночи установил, что за передовыми позициями было менее чем 200 северокорейцев. В течение дня на фронте в долине Боулинга было тихо. Вскоре после полуночи 24 августа северокорейцы начали свою постоянную ночную атаку в Долине Боулинга. Атака была проведена силами двух рот при поддержке нескольких танков. 27-й полк отбил атаку, более двух северокорейских танков были разбиты огнём артиллерийской поддержки. Эта ночь была последней, которую 27-й полк пехотный провёл в долине Боулинга.
Как только северокорейцы снова повернули на север Тэгу, Уокер отдал приказ 27-му полку оставить Долину Боулинга и вернуться к 25-й дивизии в район Масана. 1-я южнокорейская дивизия приняла ответственность за долину Боулинга, но 23-й американский пехотный полк остался к северу от Тэгу для её поддержки. Южнокорейская армия начала осуществлять смену 27-му пехотному полку в 18.00 25 августа и продолжала её проводить всю ночь до 03.45 26 августа. Выжившие из 1-го полка 1-й северокорейской дивизии присоединились к остатку их дивизии в горах к востоку от дороги Тэгу — Санджу около вершины горы Ка-сан. Пленные показали, что в 1-м полку осталось около 400 человек, полк потерял все свои 120-мм миномёты, 76-мм гаубицы и противотанковые ружья. Это произошло в результате боя полка на восточном фланге 13-й северокорейской дивизии в Долине боулинга.

## Потери
Подтверждённые северокорейские потери в период с 18 по 25 августа составили 13 танков Т-34, 5 самоходок СУ-76, 23 грузовика. В ходе боёв с американским подразделением 13-я северокорейская дивизия понесла тяжёлые потери: 3 тыс. убитых, раненых и попавших в плен. Дивизия отступила для переформирования. Общие потери северокорейцев в период с 18 по 25 августа составили 5690 убитых. Однако эти потери не стали критическими.
Американские потери в ходе битвы были в высшей степени лёгкими, необычными для времени, когда другие американские наступательные силы дорого платили за подобные наступления против северокорейских войск. Американская пехота потеряла в 27-м полку только пятерых убитыми и 54 ранеными, в 23-м трёх убитыми и 16 ранеными. Таким образом общие американские потери составили 8 убитыми, 70 ранеными. Южнокорейцы в ходе битвы понесли гораздо более тяжёлые потери. Около 2300 южнокорейцев погибли в битве: 2244 нижних чинов и 56 офицеров. Тем не менее эти потери не стали критическими, так как со всей округи стекались добровольцы, чтобы сражаться за южнокорейскую армию.